# L'Épée du Cid
Pour plus de détails, voir Fiche technique et Distribution.
L'Épée du Cid (La spada del Cid) est un film de cape et d'épée hispano-italien réalisé par Miguel Iglesias et sorti en 1962.
Le film sort un an après Le Cid d'Anthony Mann.

## Synopsis
L'intrigue est basée sur une légende médiévale et se déroule en Espagne dans la seconde moitié du XIe siècle. Les deux personnages de Maria Sol (Chantal Deberg) et Elvira (Daniela Bianchi) sont deux filles du célèbre chef de guerre El Cid, victimes d'abus et d'humiliations de la part de leurs maris.

## Fiche technique
- Titre français : L'Épée du Cid[1]
- Titre original italien : La spada del Cid[2]
- Titre espagnol : Las hijas del Cid ou La espada del Cid[3]
- Réalisateur : Miguel Iglesias
- Scénario : Ferdinando Baldi, Alfredo Giannetti, Antonio Navarro Linares
- Photographie : Francisco Marín
- Montage : Otello Colangeli
- Musique : Carlo Savina
- Décors : Antonio Visone, Juan Alberto Soler
- Costumes : Manuel Montañola
- Maquillage : Duilio Scarozza
- Production : Virgilio De Blasi, Victor Tarruella
- Société de production : Alexandra Cinematografica, Cintora
- Pays de production :  Italie -  Espagne
- Langue originale : italien
- Format : couleur par Eastmancolor - 2,35:1 - Son mono - 35 mm
- Durée : 86 minutes
- Genre : Film de cape et d'épée
- Dates de sortie :
  - Italie : 24 décembre 1962
  - France : 31 juillet 1963
  - Espagne : 14 octobre 1963

## Distribution
- Chantal Deberg : Maria Sol
- Roland Carey : Bernardo
- Sandro Moretti : Raimond-Bérenger III de Barcelone
- Daniela Bianchi : Elvira
- Andrea Fantasia
- José Luis Pellicena : Felix Muñoz
- Andrés Mejuto : Berenguer Ramón
- Luis Induni : Don Gonzalo
- Fernando Cebrián : Rey moro
- Daniel Martín : Diego Carrión
- Félix de Pomés : Fernando Carrión